# Lim Sang-hyub
Lim Sang-hyub ((임상협?, 林相協?); Seul, 8 luglio 1988) è un calciatore sudcoreano, centrocampista del Sangju Sangmu in prestito dal Busan IPark.